# Poza Rica, Hidalgo
Poza Rica är en ort i Mexiko.   Den ligger i kommunen Singuilucan och delstaten Hidalgo, i den sydöstra delen av landet, 90 km nordost om huvudstaden Mexico City. Poza Rica ligger 2 759 meter över havet och antalet invånare är 122.
Terrängen runt Poza Rica är kuperad åt sydost, men åt nordväst är den platt. Runt Poza Rica är det ganska glesbefolkat, med 39 invånare per kvadratkilometer. Närmaste större samhälle är Santiago Tulantepec, 17,3 km nordost om Poza Rica. Trakten runt Poza Rica består till största delen av jordbruksmark.